# Karkānak
Karkānak (persiska: كركانک) är en ort i Iran.   Den ligger i provinsen Markazi, i den nordvästra delen av landet, 240 km sydväst om huvudstaden Teheran. Karkānak ligger 1 691 meter över havet och antalet invånare är 144.
Terrängen runt Karkānak är platt åt nordväst, men åt sydost är den kuperad.Runt Karkānak är det ganska tätbefolkat, med 120 invånare per kvadratkilometer. Närmaste större samhälle är Mīlājerd, 15,2 km norr om Karkānak. Trakten runt Karkānak består i huvudsak av gräsmarker.